# 道の駅アリストぬまくま
道の駅アリストぬまくま（みちのえき アリストぬまくま）は、広島県福山市沼隈町にある広島県道47号鞆松永線の道の駅である。アリスト (ARISTO) とはAssemble（アセンブル 集まる） Rest（レスト 休む） Image（イメージ） Study（スタディ 学ぶ） Talk（トーク 話す） Oasis（オアシス）の頭文字である。

## 施設
- 駐車場：34台
  - 普通車：31台
  - 大型車：3台
  - 身障者用：2台
- トイレ
  - 男：大 3器・小 5器
  - 女：6器
  - 小児用：小 1器・大 1器
  - 身障者用：1
- 公衆電話：1台
- レストラン「ハーブレストラン」（9:00 - 17:30）
- 喫茶店（8:00 - 16:00）
- 売店（8:00 - 16:00）
- 休憩所
- 公園:子供広場、子供遊具施設
- 体験工房
- 博物館・美術館（町民ギャラリー）
- 情報コーナー

## 休館日
- 1月1日 - 1月3日

## アクセス
- 広島県道47号鞆松永線